# دوريس دي أغوستيني
دوريس دي أغوستيني هي متزحلقة سويسرية، ولدت في 28 أبريل 1958 في إيرولو ‏ في سويسرا.

## وصلات خارجية
- دوريس دي أغوستيني على موقع الاتحاد الدولي للتزلج (التزلج على المنحدرات الثلجية) (الإنجليزية)
- دوريس دي أغوستيني على موقع أوليمبيديا (الإنجليزية)